# Saison 2009-2010 des Rapaces de Gap
Autres saisons
Saison précédente Saison suivante
Les Rapaces de Gap  disputent la saison 2009-2010 au sein de la Ligue Magnus, l'élite du hockey sur glace français. Au cours de cette saison, l'équipe a terminé 11e en saison régulière, éliminée par les Pingouins de Morzine au premier tour des play-off.

## La saison régulière

### Contexte
Les Rapaces de Gap sont promus en Ligue Magnus après la victoire en finale de Division 1 face au Drakkars de Caen. L'objectif de la saison est de se maintenir parmi l'élite.

### Les transferts
| Nom                | Nationalité        | Poste          | Provenance/Destination     | Division         |
| Arrivées           |                    |                |                            |                  |
| Patrice Bilodeau   | Canada             | Défenseur      | Lois Jeans de Pont-Rouge   | LNAH             |
| Erik Bochna        | Slovaquie          | Ailier         | Ducs de Dijon              | Ligue Magnus     |
| Milan Dirnbach     | Slovaquie          | Défenseur      | Étoile Noire de Strasbourg | Ligue Magnus     |
| Romain Gutierrez   | France             | Attaquant      | Dragons de Rouen           | U18 et U22 Élite |
| Édouard Outin      | France             | Attaquant      | Jokers de Cergy            | Division 1       |
| Ronan Quemener     | France             | Gardien de but | Dragons de Rouen           | Ligue Magnus     |
| Trevor Read        | Canada             | Défenseur      | Basingstoke Bison          | EIHL             |
| Tomáš Škvaridlo    | Slovaquie          | Défenseur      | HC05 Banská Bystrica       | Extraliga        |
| Marc Slupski       | France             | Attaquant      | Chamonix Hockey Club       | Ligue Magnus     |
| Jakub Suchanek     | République tchèque | Défenseur      | HC Tábor                   | 2.liga           |
| Romain Vitali      | France             | Défenseur      | Chiefs de Garges           | Division 1       |
| Départs            |                    |                |                            |                  |
| Mickaël Gasnier    | France             | Gardien de but | Scorpions de Mulhouse      | Division 1       |
| Trevor Hawkins     | Canada             | Défenseur      | Arrêt                      | --               |
| Keenan Hopson      | Canada             | Attaquant      | Arrêt                      | --               |
| Roman Jasko        | Slovaquie          | Défenseur      | Scorpions de Mulhouse      | Division 1       |
| Julien Maréchal    | France             | Attaquant      | Arrêt                      | --               |
| Yohan Orsoni       | France             | Défenseur      | Vipers de Montpellier      | Division 1       |
| Clément Ramos      | France             | Attaquant      | Scorpions de Mulhouse      | Division 1       |
| Maximilien Tromeur | France             | Défenseur      | Scorpions de Mulhouse      | Division 1       |
| Boris Zahumensky   | Slovaquie          | Défenseur      | EV Landsberg               | Oberliga         |

## Composition de l'équipe
Les Rapaces de Gap 2009-2010 sont entraînés par André Svitac, assisté de Milan Tekel pour le secteur défensif.
Les statistiques des joueurs en Ligue Magnus sont listées dans le tableau ci-dessous.

### Gardiens de buts
Nota : PJ : parties jouées, V : victoires, D : défaites, DPr : défaite en prolongation, Min : minutes jouées, Bc : buts contre, Bl : blanchissages, Moy : moyenne d'arrêt sur la saison, B : buts marqués, A : aides, Pun : minutes de pénalité.
| Numéro | Nom            | Nationalité             | Saison régulière | Saison régulière | Saison régulière | Saison régulière | Saison régulière | Saison régulière | Saison régulière | Saison régulière | Saison régulière | Saison régulière | Séries éliminatoires | Séries éliminatoires | Séries éliminatoires | Séries éliminatoires | Séries éliminatoires | Séries éliminatoires | Séries éliminatoires | Séries éliminatoires | Séries éliminatoires |
| Numéro | Nom            | Nationalité             | PJ               | V                | D                | DPr              | Bc               | Bl               | Moy              | B                | A                | Pun              | PJ                   | V                    | D                    | DPr                  | Bc                   | Bl                   | Moy                  | A                    | Pun                  |
| ------ | -------------- | ----------------------- | ---------------- | ---------------- | ---------------- | ---------------- | ---------------- | ---------------- | ---------------- | ---------------- | ---------------- | ---------------- | -------------------- | -------------------- | -------------------- | -------------------- | -------------------- | -------------------- | -------------------- | -------------------- | -------------------- |
| 31     | Jakub Macek    | Drapeau de la Slovaquie |                  |                  |                  |                  |                  |                  |                  |                  |                  |                  |                      |                      |                      |                      |                      |                      |                      |                      |                      |
| 33     | Ronan Quemener | Drapeau de la France    |                  |                  |                  |                  |                  |                  |                  |                  |                  |                  |                      |                      |                      |                      |                      |                      |                      |                      |                      |

### Joueurs de champ
Pour les significations des abréviations, voir Statistiques du hockey sur glace.
| 14 | Mathieu André         | France             | Attaquant | International junior Joue aussi en Espoirs Élite          | 21 | 1  | 2  | 3  | 12 | 1  | 0  | 0  | 0  | 0  |
| ?  | Jordy Anglès          | France             | Attaquant | Joue aussi en Espoirs et Cadet Élite                      | 1  | 0  | 0  | 0  | 0  | -- | -- | -- | -- | -- |
| 71 | Jérémy Baridon        | France             | Défenseur | Joue aussi en Espoirs Élite                               | 24 | 0  | 0  | 0  | 4  | 2  | 0  | 0  | 0  | 0  |
| 11 | Patrice Bilodeau      | Canada             | Défenseur |                                                           | 20 | 2  | 5  | 7  | 10 | 2  | 0  | 0  | 0  | 0  |
| 37 | Erik Bochna           | Slovaquie          | Attaquant |                                                           | 25 | 1  | 9  | 10 | 22 | 2  | 0  | 0  | 0  | 2  |
| 18 | Jean-Charles Charette | Canada             | Attaquant |                                                           | 26 | 4  | 14 | 18 | 28 | 2  | 1  | 0  | 1  | 4  |
| ?  | Marius Christofoli    | France             | Attaquant | Joue aussi en Espoirs Élite                               | 4  | 0  | 0  | 0  | 0  | -- | -- | -- | -- | -- |
| ?  | Christopher Cirgues   | France             | Attaquant | Joue aussi en Espoirs Élite                               | 2  | 0  | 0  | 0  | 0  | -- | -- | -- | -- | -- |
| 10 | Alexandre Cornaire    | France             | Défenseur |                                                           | 26 | 1  | 2  | 3  | 58 | 2  | 0  | 0  | 0  | 2  |
| 91 | Julien Correia        | France             | Attaquant | Joue aussi en Espoirs Élite                               | 25 | 12 | 11 | 23 | 16 | 2  | 0  | 0  | 0  | 0  |
| 74 | Alexis Dicharry       | France             | Attaquant | Joue aussi en Espoirs Élite                               | 17 | 0  | 0  | 0  | 0  | 1  | 0  | 0  | 0  | 0  |
| ?  | Milan Dirnbach        | Slovaquie          | Défenseur | Départ pour Valence après le 1er match                    | 1  | 0  | 0  | 0  | 2  | -- | -- | -- | -- | -- |
| 42 | Romain Gutierrez      | France             | Attaquant | Joue aussi en Espoirs et Cadet Élite International junior | 6  | 0  | 0  | 0  | 0  | -- | -- | -- | -- | -- |
| ?  | Théophile Held        | France             | Défenseur | Joue aussi en Espoirs Élite                               | 1  | 0  | 0  | 0  | 0  | -- | -- | -- | -- | -- |
| 97 | Jiři Jelen            | République tchèque | Attaquant |                                                           | 25 | 7  | 7  | 14 | 51 | 1  | 0  | 0  | 0  | 2  |
| ?  | Yoanne Lacheny        | France             | Attaquant | Joue aussi en Espoirs et cadet Élite                      | 3  | 0  | 0  | 0  | 0  | -- | -- | -- | -- | -- |
| 24 | Matus Luciak          | Slovaquie          | Défenseur |                                                           | 23 | 0  | 3  | 3  | 59 | 2  | 0  | 0  | 0  | 4  |
| 6  | Romain Moussier       | France             | Attaquant | Capitaine                                                 | 26 | 10 | 8  | 18 | 18 | 2  | 0  | 2  | 2  | 2  |
| 3  | Édouard Outin         | France             | Attaquant | Joue aussi en Espoirs Élite                               | 20 | 2  | 2  | 4  | 2  | -- | -- | -- | -- | -- |
| 88 | Jonathan Piras        | France             | Attaquant | Joue aussi en Espoirs Élite                               | 6  | 0  | 0  | 0  | 0  | 1  | 1  | 0  | 1  | 0  |
| 55 | Jiři Rambousek        | République tchèque | Attaquant |                                                           | 25 | 17 | 18 | 35 | 12 | 2  | 1  | 0  | 1  | 0  |
| 22 | Trevor Read           | Canada             | Défenseur |                                                           | 23 | 0  | 4  | 4  | 38 | 2  | 0  | 2  | 2  | 2  |
| 86 | Tomáš Škvaridlo       | Slovaquie          | Attaquant |                                                           | 23 | 6  | 7  | 13 | 43 | 2  | 2  | 1  | 3  | 0  |
| ?  | Marc Slupski          | France             | Attaquant | Joue aussi en Espoirs Élite                               | 24 | 0  | 0  | 0  | 2  | 2  | 0  | 1  | 1  | 0  |
| 23 | Jakub Suchanek        | République tchèque | Défenseur |                                                           | 24 | 4  | 6  | 10 | 48 | 2  | 0  | 2  | 2  | 4  |
| 52 | Milan Tekel           | Slovaquie          | Défenseur |                                                           | 21 | 5  | 5  | 10 | 24 | 2  | 0  | 1  | 1  | 0  |
| 29 | Sébastien Vidal       | France             | Attaquant |                                                           | 25 | 1  | 0  | 1  | 40 | 2  | 0  | 1  | 1  | 0  |
| 17 | Jérémy Vincent        | France             | Défenseur | Joue aussi en Espoirs Élite                               | 2  | 0  | 0  | 0  | 0  | -- | -- | -- | -- | -- |
| 77 | Romain Vitali         | France             | Défenseur | Joue aussi en Espoirs Élite                               | 24 | 0  | 0  | 0  | 2  | 2  | 0  | 0  | 0  | 0  |
| ?  | Kévin Zampa           | France             | Attaquant | Joue aussi en Espoirs Élite                               | 6  | 0  | 0  | 0  | 0  | 1  | 0  | 0  | 0  | 0  |

## Matchs amicaux
| Date  | Adversaire                 | Résultat | Gardiens                             | Marqueurs                                       | Spectateurs |
| ----- | -------------------------- | -------- | ------------------------------------ | ----------------------------------------------- | ----------- |
| 15/08 | EdF U18                    | 3-0      | --                                   | Charette (x2) Jelen                             | --          |
| 16/08 | EdF U18                    | 6-2      | Macek                                | Charette Bochna Rambousek (x2) Moussier         | --          |
| 21/08 | Ducs de Dijon              | 4-1      | Quemener                             | Moussier Charette Rambousek Skvaridlo           | --          |
| 22/08 | Castors d'Avignon          | 4-6      | Accarier puis Quemener à 40 min 42 s | Bochna Rambousek Suchanek Bilodeau              | --          |
| 23/08 | Diables Rouges de Briançon | 1-6      | --                                   | Moussier                                        | --          |
| 26/08 | Mont-Blanc Hockey Club     | 4-3      | --                                   | --                                              | --          |
| 29/08 | Mont-Blanc                 | 7-7      | Quemener                             | Luciak (x2) Bochna (x2) Rambousek (x2) Moussier | --          |
| 5/09  | Dijon                      | 5-4      |                                      | Bochna Correia Rambousek Charette Moussier      | --          |
| 9/09  | HC Valpellice              | 3-2      | Macek                                | Moussier Correia Charette                       | --          |
| 12/09 | Valpellice                 | 3-4      |                                      | Rambousek Correia (x2)                          | --          |
| 7/11  | EdF U18                    | 2-1      |                                      | Bochna Correia                                  | --          |

## Matchs de championnat en saison régulière

### Septembre
| Date  | Adversaire                      | Résultat | Gardiens                   | Marqueurs | Spectateurs |
| ----- | ------------------------------- | -------- | -------------------------- | --------- | ----------- |
| 19/09 | @ Brûleurs de loups de Grenoble | 2-1      | Macek                      | Rambousek | 3500        |
| 26/09 | Ducs d'Angers                   | 0-7      | Macek et Quemener à 40 min | --        | 792         |

### Octobre
| Date  | Adversaire                 | Résultat | Gardiens                        | Marqueurs                       | Spectateurs |
| ----- | -------------------------- | -------- | ------------------------------- | ------------------------------- | ----------- |
| 3/10  | @ Pingouins de Morzine     | 5-3      | Macek                           | Moussier Suchanek Charette      | 450         |
| 10/10 | Dragons de Rouen           | 0-5      | Macek                           | --                              | 1109        |
| 17/10 | Chamois de Chamonix        | 2-3      | Macek                           | Moussier (x2)                   | 1068        |
| 24/10 | @ Ducs de Dijon            | 8-2      | Macek et Quemener à 27 min 58 s | Jelen (x2)                      | 654         |
| 31/10 | Étoile Noire de Strasbourg | 4-1      | Macek                           | Correia Rambousek Moussier (x2) | 1123        |

### Novembre
| Date  | Adversaire                 | Résultat          | Gardiens                        | Marqueurs       | Spectateurs |
| ----- | -------------------------- | ----------------- | ------------------------------- | --------------- | ----------- |
| 14/11 | @ Ours de Villard-de-Lans  | 5-2               | Macek et Quemener à 31 min 12 s | Rambousek Tekel | 560         |
| 21/11 | Diables Rouges de Briançon | 2-3 aux pénalties | Quemener                        | Correia Jelen   | 2009        |
| 28/11 | @ Bisons de Neuilly        | 3-2               | Macek                           | Outin Tekel     | 468         |

### Décembre
| Date  | Adversaire              | Résultat | Gardiens | Marqueurs                                  | Spectateurs |
| ----- | ----------------------- | -------- | -------- | ------------------------------------------ | ----------- |
| 4/12  | Avalanche de Mont-Blanc | 6-2      | Quemener | Rambousek (x2) André Correia (x2) Moussier | 589         |
| 12/12 | @ Gothiques d'Amiens    | 1-4      | Quemener | Correia (x2) Rambousek Skvaridlo           | 2650        |
| 26/12 | Dauphins d'Épinal       | 2-4      | Quemener | Correia (x2)                               | 1172        |
| 29/12 | @ Angers                | 7-1      | --       | Moussier                                   | 1100        |

### Janvier
| Date  | Adversaire   | Résultat            | Gardiens | Marqueurs                                   | Spectateurs |
| ----- | ------------ | ------------------- | -------- | ------------------------------------------- | ----------- |
| 2/01  | Morzine      | 6-0                 | Quemener | Charette Tekel Jelen Correia (x2) Skvaridlo | 1025        |
| 9/01  | @ Rouen      | 6-2                 | Quemener | Skvaridlo Moussier                          | 2261        |
| 16/01 | @ Chamonix   | 3-4 en prolongation | Quemener | Jelen Rambousek (x2) Tekel                  | 582         |
| 23/01 | Dijon        | 5-0                 | Quemener | Tekel Correia Skvaridlo Jelen Moussier      | 745         |
| 29/01 | @ Strasbourg | 3-1                 | Quemener | Bochna                                      | 652         |

### Février
| Date  | Adversaire   | Résultat | Gardiens                   | Marqueurs                                      | Spectateurs |
| ----- | ------------ | -------- | -------------------------- | ---------------------------------------------- | ----------- |
| 2/02  | Villard      | 5-2      | Quemener                   | Rambousek (x2) Bilodeau (x2) Outin             | 478         |
| 6/02  | @ Briançon   | 6-1      | Quemener et Macek à 40 min | Suchanek                                       | 2185        |
| 20/02 | Neuilly      | 4-3      | Quemener                   | Rambousek (x2) Vidal Cornaire                  | 853         |
| 23/02 | @ Mont-Blanc | 3-6      | Quemener                   | Charette (x2) Moussier Jelen Rambousek Correia | 1715        |
| 27/02 | Amiens       | 1-4      | Quemener et Macek à 40 min | Suchanek                                       | 987         |

### Mars
| Date | Adversaire | Résultat | Gardiens | Marqueurs                     | Spectateurs |
| ---- | ---------- | -------- | -------- | ----------------------------- | ----------- |
| 2/03 | @ Épinal   | 4-3      | Macek    | Suchanek Rambousek (x2)       | 432         |
| 6/03 | Grenoble   | 4-3      | Quemener | Skvaridlo (x2) Rambousek (x2) | 1158        |

## Phases éliminatoires

### Mars
| Date  | Adversaire | Résultat | Gardiens | Marqueurs               | Spectateurs |
| ----- | ---------- | -------- | -------- | ----------------------- | ----------- |
| 9/03  | Morzine    | 3-5      | Quemener | Skvaridlo (x2) Charette | 584         |
| 12/03 | @ Morzine  | 4-2      | Quemener | Piras Rambousek         | 1150        |

## Coupe de France
Seizième de finale
| 27 octobre 2009 | Diables Rouges de Briançon | 3-2 (1-0, 0-0, 2-2) | Rapaces de Gap | Patinoire René Froger |

| Feuille de match | Feuille de match | Feuille de match | Feuille de match                              | Feuille de match |
| ---------------- | --- | ---------------- | --------------------------------------------- | ---------------- |
|                  | 9 min 58 s, Seikkula (Rohat, Szélig) 47 min 12 s, Guénette (Bernier, Groleau) 49 min 15 s, Chauvel (Seikkula, Sjösten) |                  | 43 min 31 s, Rambousek 59 min 57 s, Rambousek |                  |
| Ramón Sopko      | Gardiens | Jakub Macek      |                                               |                  |
| 14 min           | Pénalités | 34 min           |                                               |                  |
|                  | |                  |                                               |                  |

## Coupe de la Ligue

### Première phase
Les Rapaces de Gap débute la Coupe de la Ligue dans la poule D contre les Diables Rouges de Briançon, les Ours de Villard-de-Lans et les Castors d'Avignon pensionnaires de Division 1. Les deux premiers, Briançon et Gap, sont ensuite qualifiés pour les quarts de finale.
| Équipe                     | PJ | V | VP | DP | P | BP | BC | PTS |
| -------------------------- | -- | - | -- | -- | - | -- | -- | --- |
| Diables Rouges de Briançon | 6  | 6 | 0  | 0  | 0 | 30 | 11 | 12  |
| Rapaces de Gap             | 6  | 4 | 0  | 0  | 2 | 30 | 22 | 8   |
| Ours de Villard-de-Lans    | 6  | 2 | 0  | 0  | 4 | 20 | 23 | 4   |
| Castors d'Avignon          | 6  | 0 | 0  | 0  | 6 | 15 | 39 | 0   |

## Séries éliminatoires
Le premier nombre représente le score cumulé sur l'ensemble des deux rencontres. Entre parenthèses, les scores des matchs aller puis retour sont mentionnés.
| 17 novembre 2009 | Brûleurs de Loups de Grenoble | 3-0 (0-0, 1-0, 2-0) | Rapaces de Gap | Pôle Sud |

| Feuille de match | Feuille de match | Feuille de match | Feuille de match | Feuille de match |
| ---------------- | --- | ---------------- | ---------------- | ---------------- |
|                  | 39 min 41 s D. Fleury (L.Broz, M.Sivic) 43 min 14 s L.Broz (A. Nilsson, J.F.Dufour) [5-3] 47 min 58 s D. Fleury (C.Tartari, A. Rouleau) [5-4] |                  |                  |                  |
| Eddy Ferhi       | Gardiens | Ronan Quemener   |                  |                  |
| 45 min           | Pénalités | 53 min           |                  |                  |
|                  | |                  |                  |                  |

| 24 novembre 2009 | Rapaces de Gap | 1-3 (0-0, 1-1, 0-2) | Brûleurs de Loups de Grenoble | Brown Ferrand |

| Feuille de match | Feuille de match                      | Feuille de match | Feuille de match | Feuille de match |
| ---------------- | ------------------------------------- | ---------------- | --- | ---------------- |
|                  | 33 min 51 s J. Jelen (M. Tekel) [5-4] |                  | 39 min 43 s A. Manavian (C.Taratri) 58 min 40 s D. Fleury (A. Manavian, J.F.Dufour)[5-3] 59 min 57 s R. Papa [Cage vide] |                  |
| Jakub Macek      | Gardiens                              | Eddy Ferhi       | |                  |
| 24 min           | Pénalités                             | 16 min           | |                  |
|                  |                                       |                  | |                  |